# Distrito de Chalcos
El distrito de Chalcos es uno de los once  distritos que conforman la provincia de Sucre, ubicada en el departamento de Ayacucho, en el Perú. 
Conocido por su gran producción de tunas.

## División administrativa

### Centros poblados
- Urbanos
  - Chalcos, con 253 hab.
- ANEXOS:
  - Ayalca.
  - Ccochanccay.
  - Corralpata.
  - Pamparca.
- CASERIOS.
  - Illahuasi.
  - Huasacapo.
  - Pueblo Nuevo.
  - Camapuyu.
  - Urpay Wasi.

## Autoridades

### Municipales
- 2023 - 2026[1]
  - Alcalde: Efraín Alfaro Mendivel, de alianza por nuestro desarrollo.
  - Regidores:

  1. Claudia Baldeon Salcedo (alianza por nuestro desarrollo)
  2. Beltran Severo Salcedo Quintana (alianza por nuestro desarrollo)
  3. Cricilda Gamboa arango (alianza por nuestro desarrollo)
  4. Víctor Emiliano Valdez Rondinel (alianza por nuestro desarrollo)
  5. Leandrina Raymundo Barrientos (Agua)

### Alcaldes Anteriores
- 1996 - 1998: Agustín Jose Alfaro Valdez.(l.i. nro 11 movimiento independiente nuevo chalcos)
- 1999 - 2002: Vicente Isaías Olarte Flores.(Movimiento Independiente Vamos Vecino)
- 2003 - 2006: Jorge Leoncio Barrientos Flores.(Partido Democrático Somos Perú)
- 2007 - 2010: Alfredo Rodríguez Buendia.(movimiento independiente innovación regional)
- 2011 - 2014: Juan Luis Ramos Flores. (alianza para el progreso)
- 2015 - 2018: Juan Luis Ramos Flores.(alianza renace ayacucho)
- 2019 - 2022: Marciano Zenon Mendivil León.(musuq ñan)